# Orthocladius chuzesextus
Orthocladius chuzesextus är en tvåvingeart som beskrevs av Sasa 1984. Orthocladius chuzesextus ingår i släktet Orthocladius och familjen fjädermyggor. Inga underarter finns listade i Catalogue of Life.